# Yvonne Smith
Yvonne Smith (* im 20. Jahrhundert) ist eine US-amerikanische Film- und Fernsehproduzentin, Regisseurin und Drehbuchautorin. Ihr Schwerpunkt liegt auf Dokumentationen.
Seit den 1980er Jahren ist Smith für Film und Fernsehen tätig. Ihr Schaffen liegt auf dem Fokus afroamerikanischer Erfahrungen in Politik, Kultur und Musik. Bei der Oscarverleihung 1990 war sie gemeinsam mit Richard Kilberg für die Dokumentation Adam Clayton Powell über den Politiker und Bürgerrechtler Adam Clayton Powell junior für den Oscar in der Kategorie Bester Dokumentarfilm  nominiert. Im gleichen Jahr wurden sie hierfür von der International Documentary Association ausgezeichnet. Die Organization of American Historians ehrte die beiden mit dem Erik Barnouw Award.
1994 wurde Smith für Mo' Funny: Black Comedy in America mit dem CableACE Award ausgezeichnet. 1998 wurde ihre mehrstündige Dokumentation Motown 40: The Music Is Forever ausgestrahlt. Weitere von ihr inszenierte Arbeiten sind Ray Charles: The Genius of Soul (1992) und Jewels in a Test Tube über die Chemikerin Lynda Jordan. 2005 folgte, von Smith produziert, Parliament Funkadelic: One Nation Under a Groove.